# Looking for Fidel
Looking for Fidel es una película documental del director estadounidense Oliver Stone en la que se sintetizan 30 horas de entrevistas al presidente cubano Fidel Castro. La película, precedida por Comandante (del mismo director), viene marcada por la detención de 75 periodistas por trabajar al servicio de Estados Unidos y el fusilamiento de tres secuestradores en abril de 2003, lo que marca el tinte duro de la entrevista, en la que se pregunta sobre las presuntas violaciones de derechos humanos, la oposición política, y otras cuestiones polémicas en torno al gobierno de Castro.